# Ronde van de Toekomst 1999
De Ronde van de Toekomst 1999 (Frans: Tour de l'Avenir 1999) werd gehouden van 2 tot en met 11 september in Frankrijk.

## Etappe-overzicht
| etappe | datum        | start                 | finish                | afstand      | winnaar             | klassementsleider  |
| ------ | ------------ | --------------------- | --------------------- | ------------ | ------------------- | ------------------ |
| 1e     | 2 september  | Plumelec              | Plumelec              | 138 km       | Jörg Ludewig        | Jörg Ludewig       |
| 2e     | 3 september  | Plumelec              | Saint-Brevin-les-Pins | 149,5 km     | Peter Wrolich       | Gerhard Trampusch  |
| 3e     | 4 september  | Saint-Brevin-les-Pins | Pornic                | 19,5 km (it) | Bradley McGee       | Franck Bouyer      |
| 4e     | 5 september  | Pornic                | Chantonnay            | 159,5 km     | Yoann Le Boulanger  | Yoann Le Boulanger |
| 5e     | 6 september  | Saint-Prouant         | Montbron              | 221,5 km     | Damien Nazon        | Yoann Le Boulanger |
| 6e     | 7 september  | Montbron              | Castelsarrasin        | 258 km       | Alexandre Chouffe   | Yoann Le Boulanger |
| 7e     | 8 september  | Castelsarrasin        | Bagnères-de-Bigorre   | 166,5 km     | Christopher Jenner  | Floyd Landis       |
| 8e     | 9 september  | Bagnères-de-Bigorre   | Cauterets             | 142 km       | David Latasa        | Unai Osa           |
| 9e     | 10 september | Pierrefitte-Nestalas  | Argelès-Gazost        | 155,5 km     | Alexandre Botcharov | Unai Osa           |
| 10e    | 11 september | Sauveterre-de-Béarn   | Saint-Jean-de-Luz     | 132 km       | Bradley McGee       | Unai Osa           |

## Eindklassementen

### Algemeen klassement
| rang | renner                | land             | tijd        |
| ---- | --------------------- | ---------------- | ----------- |
| 1    | Unai Osa              | Spanje           | 37u 53' 41" |
| 2    | David Latasa          | Spanje           | op 0' 35"   |
| 3    | Floyd Landis          | Verenigde Staten | op 3' 10"   |
| 4    | Gerhard Trampusch     | Australië        | op 4' 39"   |
| 5    | José Alberto Martínez | Spanje           | op 4' 55"   |
| 6    | Pedro Arreitunandia   | Spanje           | op 6' 48"   |
| 7    | Jörg Ludewig          | Duitsland        | op 7' 21"   |
| 8    | Alexandre Botcharov   | Rusland          | op 7' 44"   |
| 9    | Stive Vermaut         | België           | op 7' 45"   |
| 10   | Stéphane Bergés       | Frankrijk        | op 8' 44"   |

### Punten klassement
| rang | renner            | land       | tijd |
| ---- | ----------------- | ---------- | ---- |
| 1    | Gerhard Trampusch | Oostenrijk | p    |
| 2    | Peter Wrolich     | Oostenrijk | p    |
| 3    | Franck Renier     | Frankrijk  | p    |

### Bergklassement
| rang | renner        | land   | tijd |
| ---- | ------------- | ------ | ---- |
| 1    | Stive Vermaut | België | p    |
| 2    | Unai Osa      | Spanje | p    |
| 3    | Iker Flores   | Spanje | p    |

### Ploegenklassement
| rang | land                     | tijd |
| ---- | ------------------------ | ---- |
| 1    | Banesto Spanje           |      |
| 2    | Euskaltel-Euskadi Spanje |      |
| 3    | Mercury Verenigde Staten |      |